# Піхотна бригада
Піхо́тна брига́да (пбр) — загальновійськове тактичне з'єднання сухопутних військ у складі Збройних сил деяких країн, яка призначена для ведення бойових дій на сухопутному ТВД у складі об'єднання.
Термін «піхотна бригада» з'явився у європейських країнах з 2-ї половини XVI сторіччя, в армії Російської імперії з 1704 року за реформ Петра I. У сухопутних військах різних держав зазвичай складалися декілька полків або батальйонів (дивізіонів) та підрозділів спеціальних військ. Піхотні бригади можуть бути окремими або організаційно входити до складу дивізій, корпусу.
Військове звання командира піхотної бригади — полковник, бригадир, бригадний генерал та генерал-майор.

## Піхотні бригади сухопутних військ країн світу

### Армія США
У сучасних Збройних силах Сполучених Штатів Америки термін «бригада» досить рідко вживається у фахових виданнях. Замість цього в американському військовому середовищі з кінця 20 століття вживається термін «бригадна бойова група» (ББГ). Цим, очевидно, підкреслюється відмінність нової структури від «старих» бригад.
На початку 21 століття в армії США вживається наступна градація піхотних бригад: легкі піхотні, повітряно-десантні та повітряно-штурмові ББГ. Всі три типи піхотних бригадних бойових груп мають уніфіковану «полегшену» організаційно-штатну структуру і можуть застосовуватися для проведення повітряно-штурмових операцій. Висока маневреність піхотних бригадних бойових груп забезпечується широким застосуванням легких багатоцільових броньованих автомобілів типу HMMWV.
Легка піхотна бригада включає: управління бригади, що складається зі штабу і штабного батальйону; два піхотних і розвідувальний батальйони; артилерійський дивізіон і батальйон тилового забезпечення. При виконанні завдань в особливих умовах вона може посилюватися іншими частинами та підрозділами. Чисельність особового складу легкої піхотної бригади 3 468 військовослужбовців.
Головним завданням цього формування є ведення бойових дій в населених пунктах, а також в районах, де ускладнене використання важкої бойової техніки.
Основу вогневої моці легкої піхотної бригади становлять 16 105-мм буксованих гаубиць М119А2, 34 міномети різного калібру, а також 28 самохідних ПТРК ТОУ і 76 переносних ПТРК «Джавелин».
Основними видами стрілецької зброї в підрозділах піхотної бригади є: 5,56-мм автоматичні карабіни М4; 5,56-мм автоматичні гвинтівки М16; 5,56-мм ручні кулемети М249; 7,62-мм ручні кулемети М240; 9-мм пістолети М9; 12,7-мм станкові кулемети М2НВ; 25-мм ручні гранатомети XM25; 40-мм станкові автоматичні гранатомети Мк 19 мод. З, а також 40-мм підствольні гранатомети M203.
Масогабаритні характеристики штатного озброєння та військової техніки сучасних піхотних бригад армії США дозволяють транспортувати їх усіма типами військово-транспортних літаків американських ВПС, що обумовлює високу стратегічну та оперативну мобільність даних з'єднань.

### Сухопутні війська Японії
Піхотна бригада Сухопутних військ Сил Самооборони Японії (близько 4 тис. о/с) складається з 4 піхотних батальйонів, артилерійського дивізіону (20 155-мм гаубиць), батальйону тилового забезпечення, окремих рот — штабної, танкової, інженерно-саперної, зв'язку, протитанкової, розвідувальної та армійської авіації, а також зенітної ракетної батареї.